# Pinocchio le robot
Pour les articles homonymes, voir Pinocchio (homonymie).
Pour plus de détails, voir Fiche technique et Distribution.
Pinocchio le robot ou Pinocchio 3000 au Québec (Pinocchio 3000) est un film d'animation 3D canado-franco-hispano-allemand réalisé par Daniel Robichaud, sorti en 2004.

## Synopsis
Dans le futur, en 3000, dans la cité de Scamboville se dresse une jolie petite maison où réside Gepetto. Grâce à l'aide du pingouin Spencer et de la fée Cyberina, il vient de créer un prototype de robot ultra-performant : Pinocchio. Le petit robot sait parler, danser, chanter et même rire sans toutefois être un véritable enfant. La fée Cyberina lui fait la promesse de le changer en vrai petit garçon quand il aura appris à faire la distinction entre le bien et le mal. Pour cela, elle lui fait don d'un nez magique qui grandira à chacun de ses mensonges.

## Distribution

### Voix originales
- Sonja Ball : Pinocchio
- Howard Ryshpan : Geppetto
- Whoopi Goldberg : Cyberina
- Malcolm McDowell : Scamboli
- Helena Evangeliou : Marlene
- Howie Mandel : Spencer
- Gabrielle Elfassy : Cynthia
- Ellen David : House

### Voix québécoises
- François-Nicolas Dolan : Pinocchio
- Gilles Pelletier : Geppetto
- Sonia Vachon : Fée Cyberinia
- Raymond Bouchard : Combinard
- Bianca Gervais : Marlène
- Mario Jean : Pingouin Maurice
- Léo Caron : Zach
- Sarah-Jeanne Labrosse : Cynthia
- Martin Cloutier : Rodo
- Dominic Sillon : Taxi
- Julie Saint-Pierre : Maison

### Voix françaises
- Maxime Baudouin : Pinocchio
- Georges Aubert : Geppetto
- Maïk Darah : fée Cyberinia
- Jean-Claude Donda : Spencer
- Barbara Tissier : Marlène
- Gwenaël Sommier : Zach
- Lutèce Ragueneau : Cynthia
- Paul Borne : Rodo
- Marc Alfos : Scamboli
- Éric Métayer : Cabby
- Monique Nevers : Maison